# Sankt Peter ob Judenburg
Sankt Peter ob Judenburg ist eine Gemeinde mit 1148 Einwohnern (Stand 1. Jänner 2024) im österreichischen Bundesland Steiermark.

## Geografie

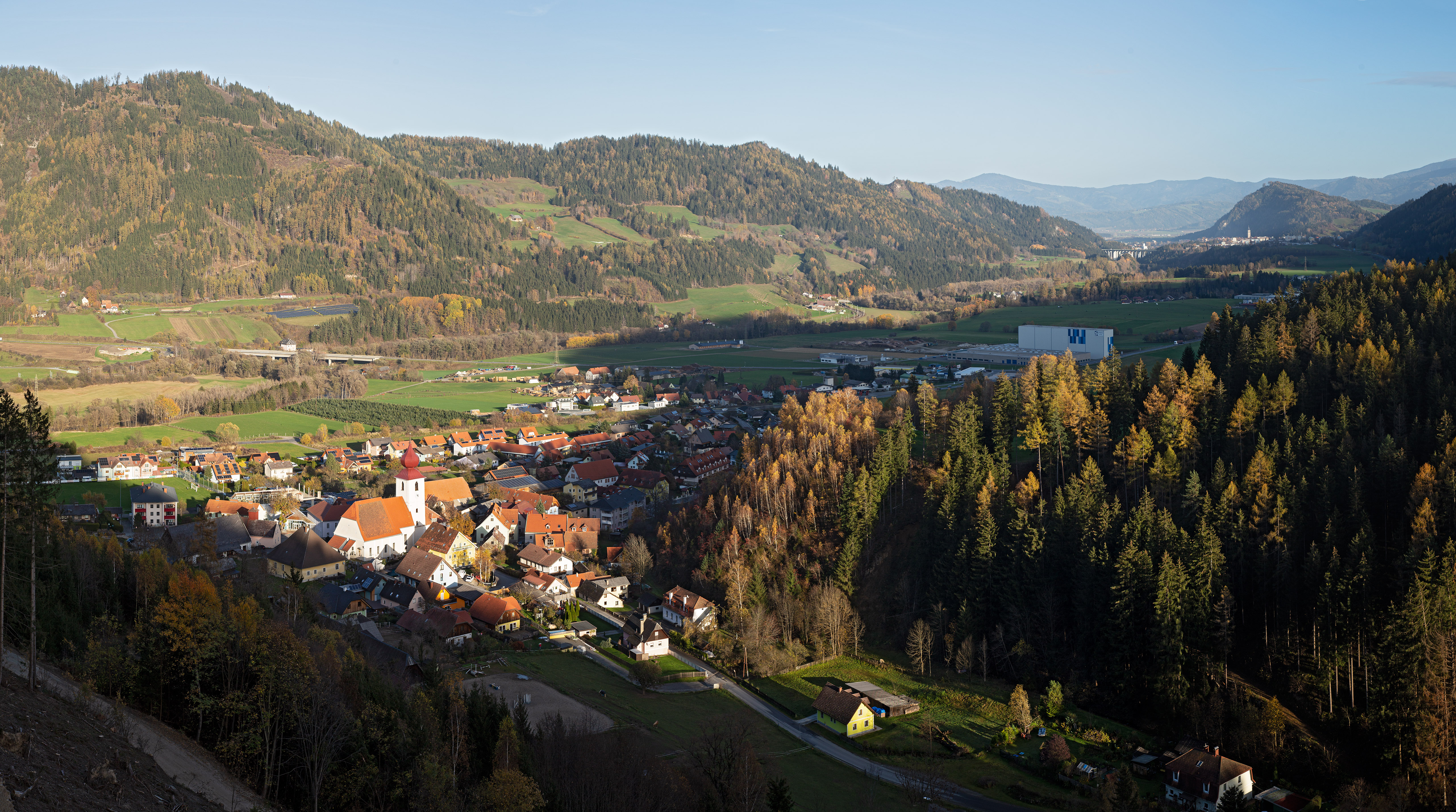
Blick vom Wazkogel auf Sankt Peter ob Judenburg

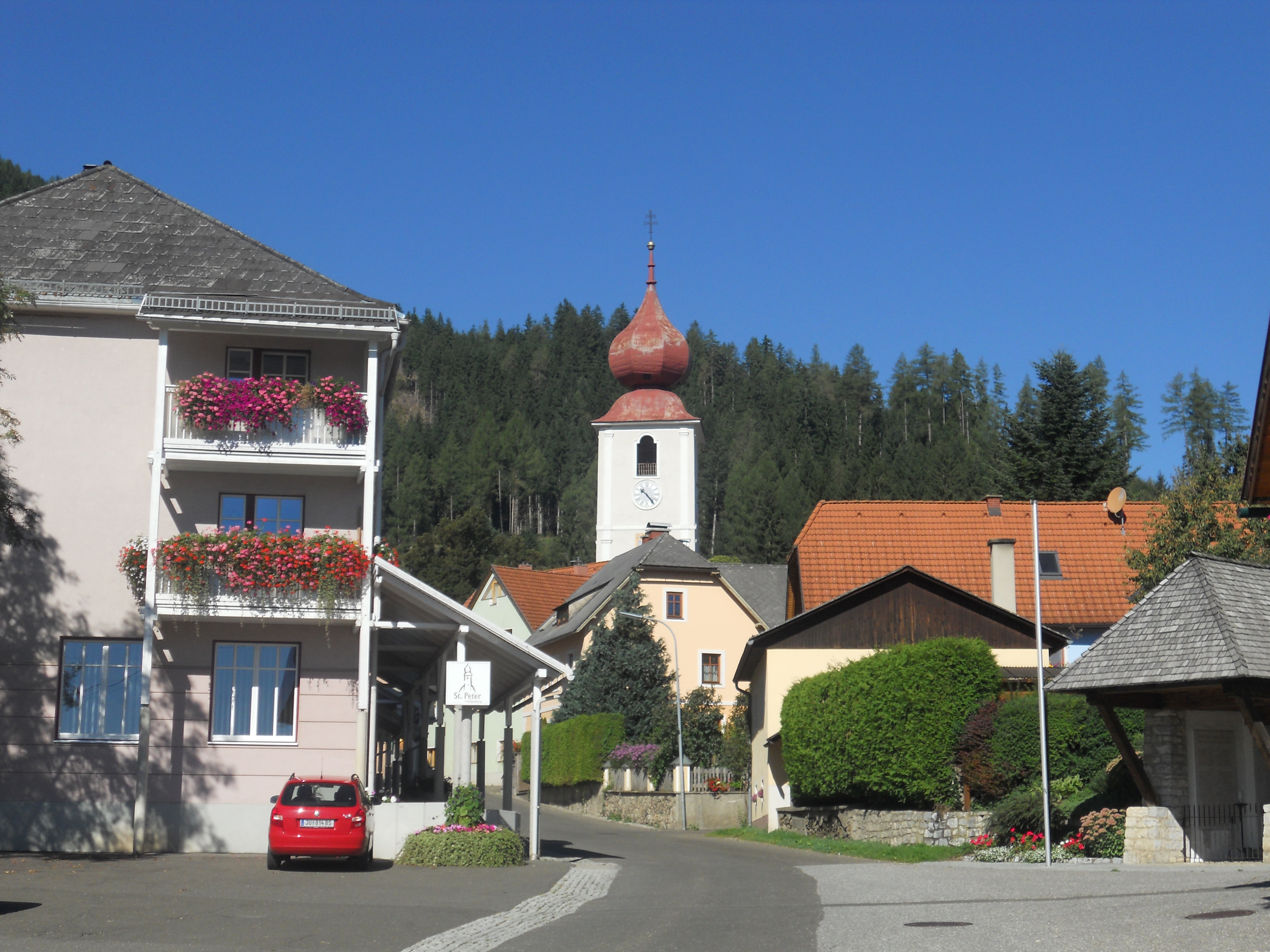
Ortsmitte von St. Peter

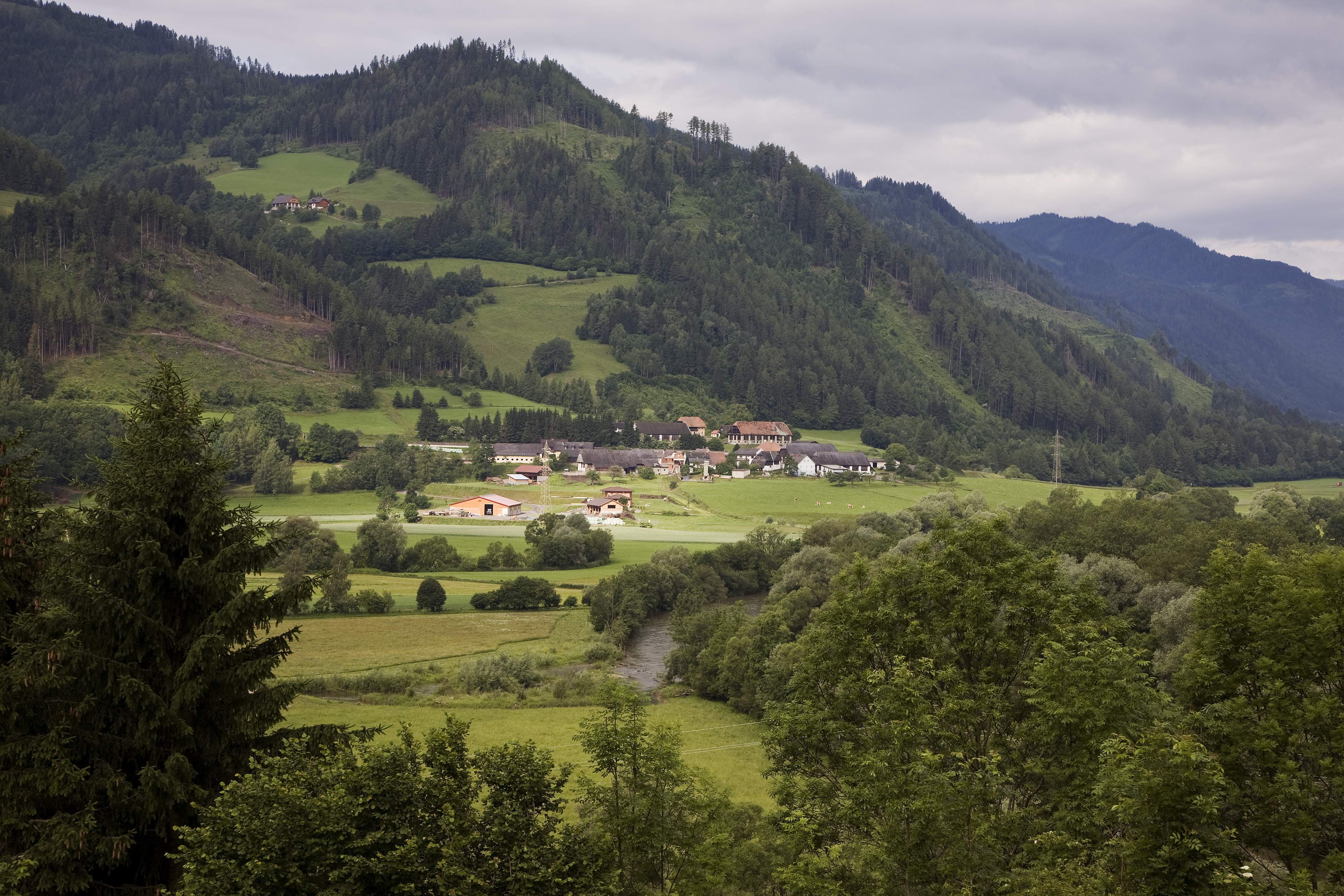
Der Ort Pichl vom Falkenberg aus gesehen

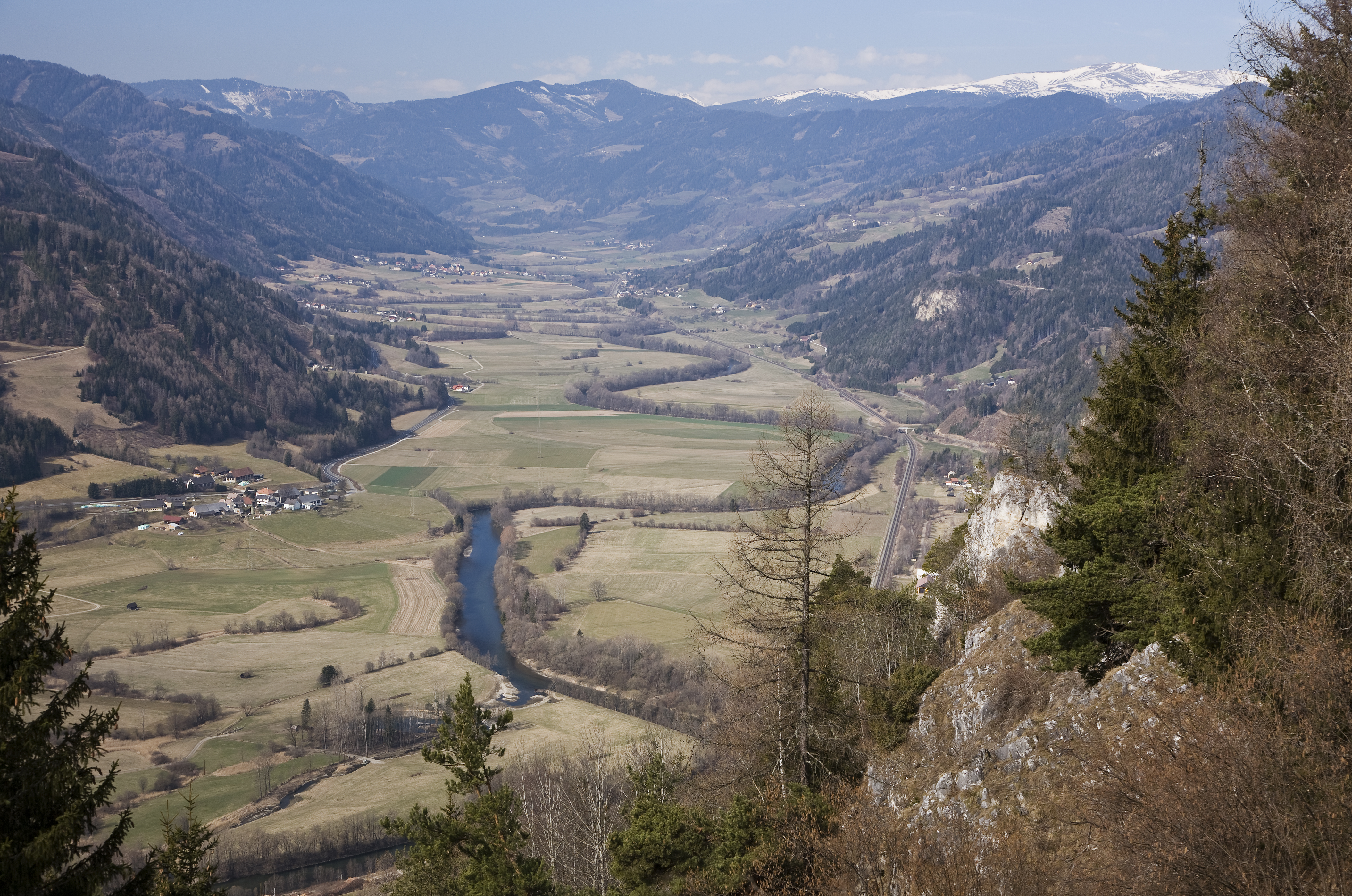
Blick vom Falkenberg auf den Ort Pichl und das Murtal

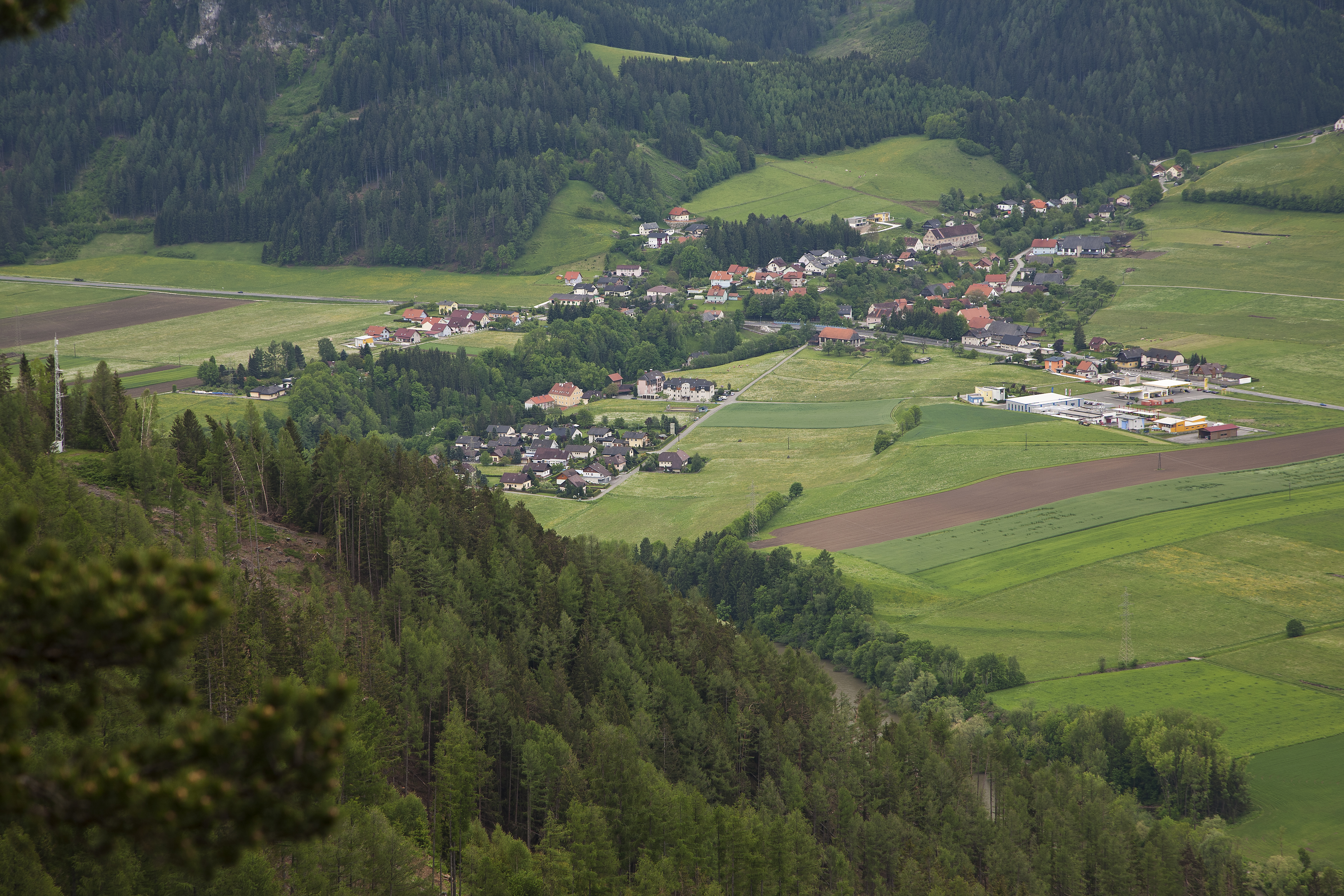
Blick auf Rothenthurm vom Falkenberg

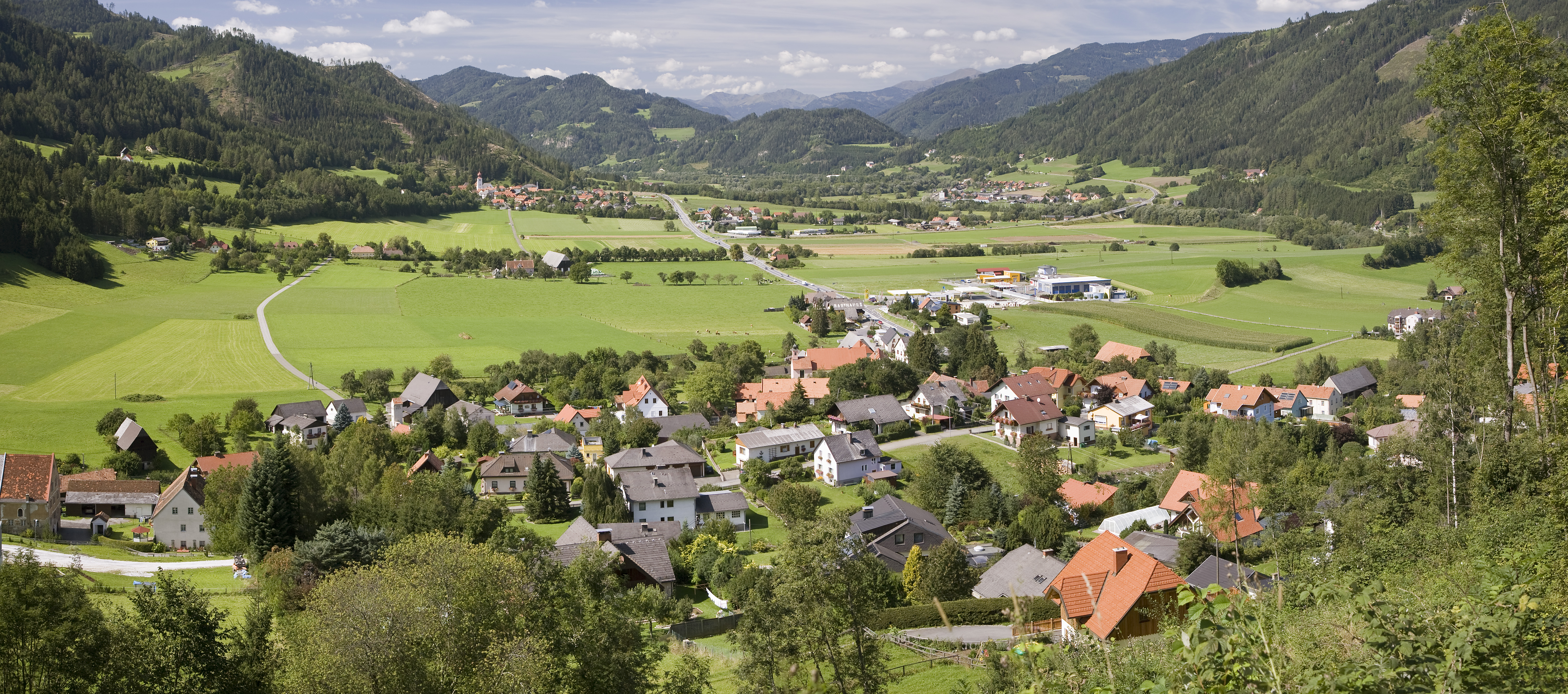
Blick auf Rothenthurm und Sankt Peter ob Judenburg von Osten

Sankt Peter ob Judenburg und Thalheim von Osten

Sankt Peter liegt ca. 5 km westlich der Bezirkshauptstadt Judenburg im Murtal an den nördlichsten Ausläufern der Seetaler Alpen, am Fuße des Zirbitzmassivs bzw. am rechten (südlichen) Murufer, höchste Erhebung der Gemeinde ist der Erslstand mit 2124 m ().

### Gemeindegliederung
Die Gemeinde besteht aus den vier Katastralgemeinden: St. Peter, Rothenthurm, Feistritzgraben, Möschitzgraben.
Es gibt folgende Ortschaften (in Klammern Einwohnerzahl Stand 1. Jänner 2024):
- Feistritzgraben (77)
- Furth (78)
- Mitterdorf (29)
- Möschitzgraben (67)
- Pichl (25)
- Rach (15)
- Rothenthurm (502)
- Sankt Peter ob Judenburg (355)

### Nachbargemeinden
|                            | Pöls-Oberkurzheim                           |           |
| Sankt Georgen ob Judenburg | Kompassrose, die auf Nachbargemeinden zeigt | Judenburg |
| Scheifling                 | Judenburg                                   |           |

## Geschichte
Die politische Gemeinde Sankt Peter ob Judenburg wurde 1849/50 errichtet und umfasste ursprünglich nur das Gebiet der Katastralgemeinde Sankt Peter. Nachdem schon 1951 nach Auflösung der Gemeinde Pichl der östliche Teil (der westliche Teil – Schütt – kam zur damaligen Gemeinde Wöll) zu St. Peter kam, entstand durch Vereinigung der Gemeinden Feistritzgraben, Möschitzgraben, Rothenthurm und Sankt Peter ob Judenburg mit 1. Jänner 1970 die heutige Gemeinde Sankt Peter ob Judenburg.
Mit den beiden Nachbargemeinden St. Georgen ob Judenburg und Unzmarkt-Frauenburg wurde ein Gemeindeverband (3G) gegründet.
2018 wurde von den drei Gemeinden auch ein Tourismusverband gegründet, der sich Urtal nennt.

## Kultur und Sehenswürdigkeiten
- In der Pfarrkirche St. Peter ob Judenburg befindet sich eine vom Judenburger Bildhauer Johann Nischlwitzer 1774 errichtete Fischerkanzel. Im Zuge der Kircheninnenrenovierung in den frühen 1990er Jahren wurden Deckenfresken der zwölf Apostel freigelegt.
- Museum Furth-Schmiede: Die ehemalige Huf- und Zeugschmiede im Ortsteil Furth wurde auf Initiative eines Vereins renoviert und ist als Museum öffentlich zugänglich.
- AuErlebnisWeg Schau die Au: 2004 wurde der Lehrpfad „Schau die Au“ in der St. Peterer Au bei Furth eröffnet. Auf 5 Stationen wird dem Besucher die Lebenswelt Flussau nahegebracht. Länge (Hin- und Retour): 4 km.

## Wirtschaft und Infrastruktur

### Ansässige Unternehmen
Neben gewachsenen Handwerksbetrieben in den Ortsteilen St. Peter, Rothenthurm und Furth wurde um 2000 im Osten von Rothenthurm an der Triesterstraße ein Gewerbegebiet erschlossen. 2011 wurde von den 3G Gemeinden St. Peter ob Judenburg, St. Georgen ob Judenburg und Unzmarkt-Frauenburg östlich des Ortsteils Furth der 3G Gewerbepark errichtet.

### Berufspendler
Von den 552 Erwerbstätigen, die 2011 in der Gemeinde wohnten, pendelten 424 aus, zum Großteil in die Nachbargemeinden des Bezirkes.

### Verkehr
- Straße: Sankt Peter liegt an der vielbefahrenen B317 Friesacher Straße, die ein Teilstück der kürzesten Verbindung von Wien nach Italien darstellt. Entsprechend hoch ist auch das Verkehrsaufkommen. Außerdem zweigt im Gemeindegebiet von der B317 noch die B114 Triebener Straße ab, der östlichste Übergang über die Niederen Tauern.

## Politik

### Gemeinderat
Der Gemeinderat hat 15 Mitglieder.
- Mit den Gemeinderatswahlen in der Steiermark 2000 hatte der Gemeinderat folgende Verteilung: 10 ÖVP und 5 SPÖ.
- Mit den Gemeinderatswahlen in der Steiermark 2005 hatte der Gemeinderat folgende Verteilung: 10 ÖVP, 4 SPÖ und 1 FPÖ.[5]
- Mit den Gemeinderatswahlen in der Steiermark 2010 hatte der Gemeinderat folgende Verteilung: 9 ÖVP, 5 SPÖ und 1 FPÖ.[6]
- Mit den Gemeinderatswahlen in der Steiermark 2015 hatte der Gemeinderat folgende Verteilung: 8 ÖVP, 4 SPÖ und 3 FPÖ.[7]
- Mit den Gemeinderatswahlen in der Steiermark 2020 hat der Gemeinderat folgende Verteilung: 9 ÖVP, 4 SPÖ und 2 FPÖ.[8]

### Bürgermeister
- 1970–1975 Josef Gascha (SPÖ)
- 1975–1982 Ing. Walter Frewein (ÖVP)
- 1983–1985 Hubert Russold (ÖVP)
- 1985–1998 Ing. Walter Frewein (ÖVP)
- 1998–2020 Wolfgang Rosenkranz (ÖVP)
- seit 2020 Franz Christoph Sattler (ÖVP)

## Persönlichkeiten

### Ehrenbürger der Gemeinde
- 1985: Franz Sattler, Gemeinderat
- 1988: Josef Riegler (* 1938), Bundesminister für Land- und Forstwirtschaft 1987–1989, Vizekanzler 1989–1991
- 1989: Josef Gascha, Bürgermeister von St. Peter ob Judenburg 1970–1975
- 1999: Walter Frewein (1938–2023)[9], Bürgermeister von St. Peter ob Judenburg 1985–1998

### Personen mit Bezug zur Gemeinde
- Willibald Cernko (* 1956), Bankmanager
- Martin Gutl (1942–1994), Pfarrer von St. Peter ob Judenburg 1981–1984
- Christian Pfannberger (* 1979), ehemaliger Radrennfahrer
- Alf Poier (* 1967), Kabarettist
- Gerfried Stocker (* 1964), Leiter Ars Electronica